# Эйхорния
Эйхо́рния (лат. Eichhornia) — род однодольных водных травянистых растений семейства Понтедериевые (Pontederiaceae). Наиболее известна эйхорния толстоножковая (Eichhornia crassipes) («водный гиацинт», «зелёная чума»): это злостный сорняк, распространившийся по всей планете; мешающий судоходству и наносящий существенный вред сельскому и рыбному хозяйству.
Некоторые виды культивируются как декоративные растения в водоёмах и аквариумах. Эйхорния толстоножковая используется на корм скоту.

## Распространение
Естественный ареал рода охватывает пресные водоёмы в регионах с тропическим и субтропическим климатом в Северной и Южной Америке, а также Африки. Виды эйхорнии как интродуцированные растения расселились по многим регионам с тёплым климатом по всему миру.

## Биологическое описание
Представители рода — корневищные многолетние травянистые водные плавающие растения. Листья округло-сердцевидные, со вздутыми черешками, которые играют функцию поплавков; собраны в прикорневые розетки. Цветки обоеполые, относительно крупные, с венчиком, окраска которого может быть от белой до сине-фиолетовой.

## Виды
По информации базы данных The Plant List (2013), род включает 6 видов:
- Eichhornia azurea (Sw.) Kunth
- Eichhornia crassipes (Mart.) Solms — Эйхорния толстоножковая[1]
- Eichhornia diversifolia (Vahl) Urb. — Эйхорния разнолистная[1]
- Eichhornia heterosperma Alexander
- Eichhornia paniculata (Spreng.) Solms
- Eichhornia paradoxa (Mart. ex Schult. & Schult.f.) Solms

Название Eichhornia cordata Kunth, которое в некоторых источниках рассматривается как название самостоятельного вида, в The Plant List (2013) имеет статус unresolved name, то есть относительно него нельзя однозначно сказать, следует ли его использовать — либо следует свести его в синонимику другого вида. Название Eichhornia natans (P.Beauv.) Solms в некоторых источниках также рассматривается как название самостоятельного вида, однако в The Plant List (2013) оно включено в синонимику вида Eichhornia diversifolia (Vahl) Urb.

## Систематика, этимология названия
Род был назван в честь Иоганна Альбрехта Фридриха Айхгорна (1779—1856), министра по делам религии, образования и здравоохранения Пруссии в 1840—1848 годах.
В обзорной статье 2018 года, обобщившей как новые морфологические, так и ранее опубликованные молекулярные данные, связанные с таксонами, входящими в семейство Понтедериевые, было проведено повторное описание рода Pontederia: в его состав были включены, помимо видов, уже входивших в этот род, все виды родов Eichhornia и Monochoria.